# Donalda
Donalda är en ort i Kanada.   Den ligger i provinsen Alberta, i den centrala delen av landet, 2 800 km väster om huvudstaden Ottawa. Donalda ligger 764 meter över havet och antalet invånare är 259.
Terrängen runt Donalda är platt, och sluttar österut. Runt Donalda är det mycket glesbefolkat, med 7 invånare per kvadratkilometer..
Trakten runt Donalda består till största delen av jordbruksmark.